# Grb otoka Mana
Grb otoka Mana u današnjem obliku datira od 1996. godine. Službeni je naziv grb Njenog Veličanstva na otoku Man.

## Opis
Grb se sastoji od crvenog štita na kojem se nalazi triskelion (za opis vidi članak o zastavi). Držači štita su jastreb i gavran. Jastreb ima povijesni značaj jer su dva jastreba davana engleskom kralju na dan ovjenčavanja kao određeni tip danka. Gavran se često spominje u legendama o otoku.
Moto ispod štita glasi Qucunque Jaceris Stabit (Čime god gađali, stajat će). Prikaz grba, crveno polje s triskelionom, koristi i zastava otoka Man.